# Аксака (посёлок станции)
Аксака — упразднённый посёлок станции в Комсомольском районе Хабаровского края.
Упразднён в 2011 году в связи с отсутствием населения. До этого входил в состав Уктурского сельского поселения.

## Население
| 2002 | 2010 | 2011 |
| ---- | ---- | ---- |
| 5    | ↘0   | →0   |

Население по данным 2011 года — 0 человек.